# Ferula palmyrensis
Ferula palmyrensis är en flockblommig växtart som beskrevs av George Edward Post och Gustave Beauverd. Ferula palmyrensis ingår i släktet stinkflokesläktet, och familjen flockblommiga växter. Inga underarter finns listade i Catalogue of Life.